# Donaldsonville (Louisiana)
Donaldsonville település az Amerikai Egyesült Államok Louisiana államában, Ascension megyében. Lakosainak száma 6695 fő (2020. április 1.).

## Népesség
A település népességének változása:
| Lakosok száma | 7436 | 8441 | 6695 |
|               | 2010 | 2019 | 2020 |